# Катја Рјабова
Јекатерина „Катја“ Дмитријевна Рјабова (рус. Екатерина «Катя» Дмитриевна Рябова; Шчолково, 4. август 1997) руска је певачица. Русију је представљала на Дечјој песми Евровизије 2009. освојивши друго место са 116 бодова, што се на истом такмичењу десило и две године касније, када је освојила четврто (односно треће) место са 99 бодова.

## Биографија
Катја је рођена 5. августа 1997. године у Шчолкову, Московској области. Касније се преселила у Јубилејниј, град близу Москве, где и данас живи. Одмалена се бави певањем. Од осме године иде у дечје музичко позориште „СветАфор“ (вокални тренер Светлана Коротејева) и похађа музичку школу „Јаков Владимирович Флијер“, док је од шесте члан студија класичног балета „Скаска“. У школи похађа руско-енглески двојезички смер.
Освојила је градоначелникову стипендију. Добила је похвалу за учешће на Другим светским Делфским играма и бронзану медаљу на Седмим руским Делфским играма. Победница је међународног дечјег музичког фестивала Празник пролећа 2008, који се одржава у Чешкој Републици. Носилац је лауреата за учешће на конкурсу Ружа ветрова 2007. и фестивалу патриотских песама Чиме почиње домовина, на којима је певала песму Арлекино руске кантауторке Але Пугачове. Заправо, Катјино извођење ове песме навело је евровизијски жири да Рјабову позове на избор за руског представника на Дечјој песми Евровизије 2009.
Године 2010. и 2011. наступала је као гошћа на Славјанском базару у белоруском граду Витепску и дечјем издању фестивала Нови талас. Учествовала је и на јубиларном концерту совјетске и, у садашње време, руске певачице и глумице Александре Пахмутове. Више пута се појављивала у празничним издањима емисија руског националног емитера.
На избору за руског представника на Дечјој песми Евровизије 2012. представила је дует Chemistry, отпеван са шведским дечјим евровизијским представником из 2011. Ериком Рапом. Следеће године је представила песму Stop, делом снимљену у Шведској. Почетком 2013. године, прикључила се међународном пројекту Super-дети.

## Дечја Евровизија
Јекатерина је прихватила позив за учешће на избору за руског представника на Дечјој песми Евровизије 2009, одржаној 21. новембра у Кијеву, главном граду Украјине. Дванаестогодишњакиња је наступила са песмом Маленький принц, за коју је матрицу и текст написала сама, без стручне помоћи, али уз подршку пријатеља. Одувек је желела да напише овако романтичну песму, инспирисану драгим јој романом — Малим принцем Антоана де Сент Егзиперија.
Победила је на локалном фестивалу, те се тако квалификовала за финале у Кијеву. Тамо је, наступивши са пратећом плесном групом, са јерменском представницом Луаром Хајрапетјан поделила друго место. Девојке је од победника, холандског представника Ралфа Макенбаха, делило свега пет поена. Није демотивисана, па се пријављивала и следећих година.
За руску представницу опет је изабрана 2011. године, када је такмичење одржано 3. децембра у Јеревану, главном граду Јерменије. И даље инспирисана љубављу, за ову прилику је написала песму Ромео и Джульетта (испрва названу Как Ромео и Джульетта), према истоименој трагедији — Ромеу и Јулији енглеског песника и драмског писца ренесансе Вилијама Шекспира. И овога пута је композиција изведена уз пратњу московске плесне групе „Балаганчик“.
При аранжману музике и писању текста Рјабовој су помогли композитор Тарас Демчук и текстописац Ден Хрушчов. На предизбору јој је подршка био Иван Смидович, прошлогодишњи учесник истог фестивала, док су у Јеревану са њом на сцени били Ања Перехрјост, Катја Ошотина, Јулија Пудова и Марија Семина. У финалу је поделила треће место са белоруском представницом Лидијом Заблоцком, јер су обе освојиле по 99 бодова. Међутим, према правилима, која изузимају могућности нерешеног резултата, Катја је проглашена за четврту, јер је добила гласове од мањег броја држава него Лидија.

## Дискографија
|  |  |  |  |